# 門口博光
門口 博光（かどぐち ひろみつ、1967年8月5日 - ）は、産経新聞大阪本社所属の社員で、競馬専門紙競馬エイトのトラックマン。血液型はA型。

## 経歴
高知県生まれ。大学卒業後大手商社勤めを経て、産経新聞に転職。競馬エイト担当に配属され、以後は競馬一筋。現在は関西主場レースの本紙解説を担当している。
2000年代になると、テレビ西日本『DREAM競馬』に当時先輩であった播磨政勝の後任として出演し、おもに冬の第3場開催時解説を担当するようになる。その後も夏のパドック担当として居座った鈴木由希子とともに、2007年からは関西テレビ放送制作のサブスタジオ解説者として出演。2010年にスタートした新番組『競馬beat』では、固定スタジオ解説者を務めていたが、2012年から本誌予想記者（チーフ予想家）になることから、2011年末をもって降板。2019年4月時点ではOBCドラマティック競馬（ラジオ大阪）でトラックマンとしてレース予想と解説を行っている。「究極の1点勝負」コーナーは毎週担当している。

## 過去の出演番組
- DREAM競馬（関西テレビ、テレビ西日本）
- 競馬beat（関西テレビ）